# Elmar Keutgen
Elmar Keutgen (Eupen, 4 januari 1948) is een Belgisch Duitstalig politicus, lid van de Christlich Soziale Partei dat deel uitmaakt van het cdH, dat sinds maart 2022 Les Engagés heet.

## Levensloop
Als doctor in de geneeskunde aan de Université Catholique de Louvain werd Elmar Keutgen huisarts in Eupen. Later specialiseerde hij zich in de sportgeneeskunde en behaalde voor dit vak in 1987 een licentiaat aan de UCL. Vervolgens was hij dokter verantwoordelijk voor het Medisch Sportcentrum van de Duitstalige Gemeenschap. Tevens was hij eind jaren '70 voetballer en speelde hij als verdediger bij KAS Eupen en vervolgens bij RCS Verviétois. Hierdoor belandde hij eveneens als voorzitter bij de Duitstalige afdeling van het Belgisch Olympisch en Interfederaal Comité. 
In 1988 werd hij voor de CSP en de PSC verkozen tot gemeenteraadslid van Eupen en was er van 1989 tot 2000 schepen onder burgemeester Alfred Evers. In oktober 2000 volgde Keutgen Alfred Evers op als burgemeester van Eupen.
Van 1995 tot 1999 zetelde Keutgen voor de eerste maal in het Parlement van de Duitstalige Gemeenschap. Daarna zetelde hij van 1999 tot 2004 in het Waals Parlement en als raadgevend lid in het Parlement van de Duitstalige Gemeenschap. Van 2004 tot 2009 was hij een tweede maal volksvertegenwoordiger van de Duitstalige Gemeenschap.
Keutgen bleef tot in 2012 burgemeester van Eupen, waarna de CSP voor het eerst sinds 1976 in de Eupense oppositie belandde. Sindsdien zetelt hij als oppositielid in de Eupense gemeenteraad.